# 希拉蕊亞·阿奎納多
希拉蕊亞·德爾·羅薩里奧·德阿奎納多，（Hilaria del Rosario de Aguinaldo，1877年2月17日—1921年3月6日），菲律賓第一任總統埃米利奧·阿奎納多的妻子。
她1877年生於西屬菲律賓甲米地省的蒂納布南，父親是吉列爾莫·德爾·羅薩里奧·包蒂斯塔，母親是克莉絲蒂娜·雷耶斯·弗洛雷斯。出生後四天在伊姆斯教堂受洗禮。
她於1896年元旦與阿奎納多結婚，就在同一天，阿奎納多加入了卡蒂普南，這是一個秘密社團，該社團將在當年引發菲律賓革命。她今天被認為是菲律賓第一位第一夫人。她通過照顧受傷的士兵及其家人來支持阿奎納多的軍事行動。1899年，作為總統的配偶，她創立了Hijas de la Revolución（革命之女），後來成為Asociación de la Cruz Roja（紅十字會）。該組織被認為是現在的先驅菲律賓國家紅十字會，為此她籌集了藥品和其他醫療用品的資金。她於1900年被美軍俘虜，並在1901年與被投降美國人的丈夫團聚。
希拉蕊亞於1921年3月6日死於肺結核，享年44歲。第二天，她被埋葬於喀維地。
她與阿奎納多有五個子女。